# Aidan de Ferns
Saint Aidan de Ferns, mort entre 627 et 632, est le premier évêque de la région après avoir été abbé et fondateur d'un monastère connu sous les noms de prieuré de Ferns, et plus tard abbaye Sainte-Marie. Sa mémoire est célébrée le 31 janvier.

## Hagiographie
Ce religieux irlandais est né dans le Connacht dans la seconde moitié du VIe siècle. Aidan serait apparenté à saint Dallan Forgaill. Il grandit dans le Leinster. Il part au pays de Galles pour se former à la vie monastique auprès de saint David de Ménevie,.
Le pays de Galles est alors secoué par les luttes entre les Gallois et les Saxons. Malgré une situation instable, il réussit néanmoins à se former à la vie monastique et rentre en Irlande en 580. Ses hagiographes nous relatent « qu'averti en songe du projet de certains moines d’empoisonner sont ami David de Ménevie, il envoie un frère moine prévenir David du danger ». Le roi de Leinster, Brandub mac Echach, lui donne une terre où il fonde le monastère de Ferns, monastère qu'il va régir par la règle établie par David de Ménevie. Jouissant d'un grand prestige, et auteur, d'après ses hagiographes, de nombreux miracles, on lui demande de devenir l'évêque du lieu, tout en restant dans son monastère. Il devient ainsi le premier évêque de Ferns (Wexford). Il décède vers 626,.
Il est connu également sous les noms de saint Madoc, Edan, Modoc, Maedoc, en gallois Aeddan, en latin Aidanus, Adanus.

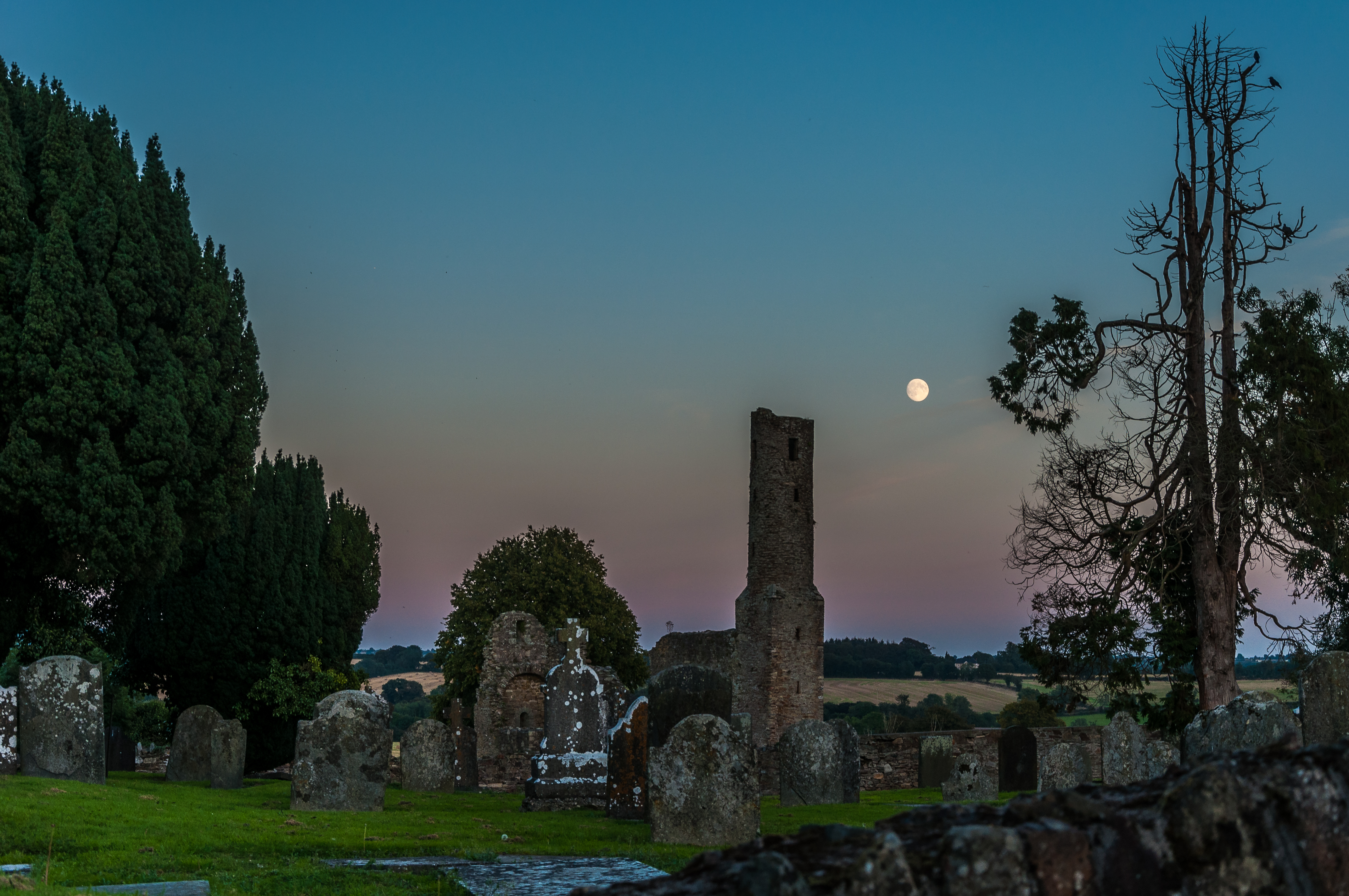
Ruines de l'ancienne abbaye de Ferns, où fut rédigée la première version de l'hagiographie d'Aidan.

Ses hagiographes relatent de multiples miracles autour de sa vie, de sa naissance, et son enfance, ainsi que lors de son voyage au Pays de Galles et durant sa vie de moines.

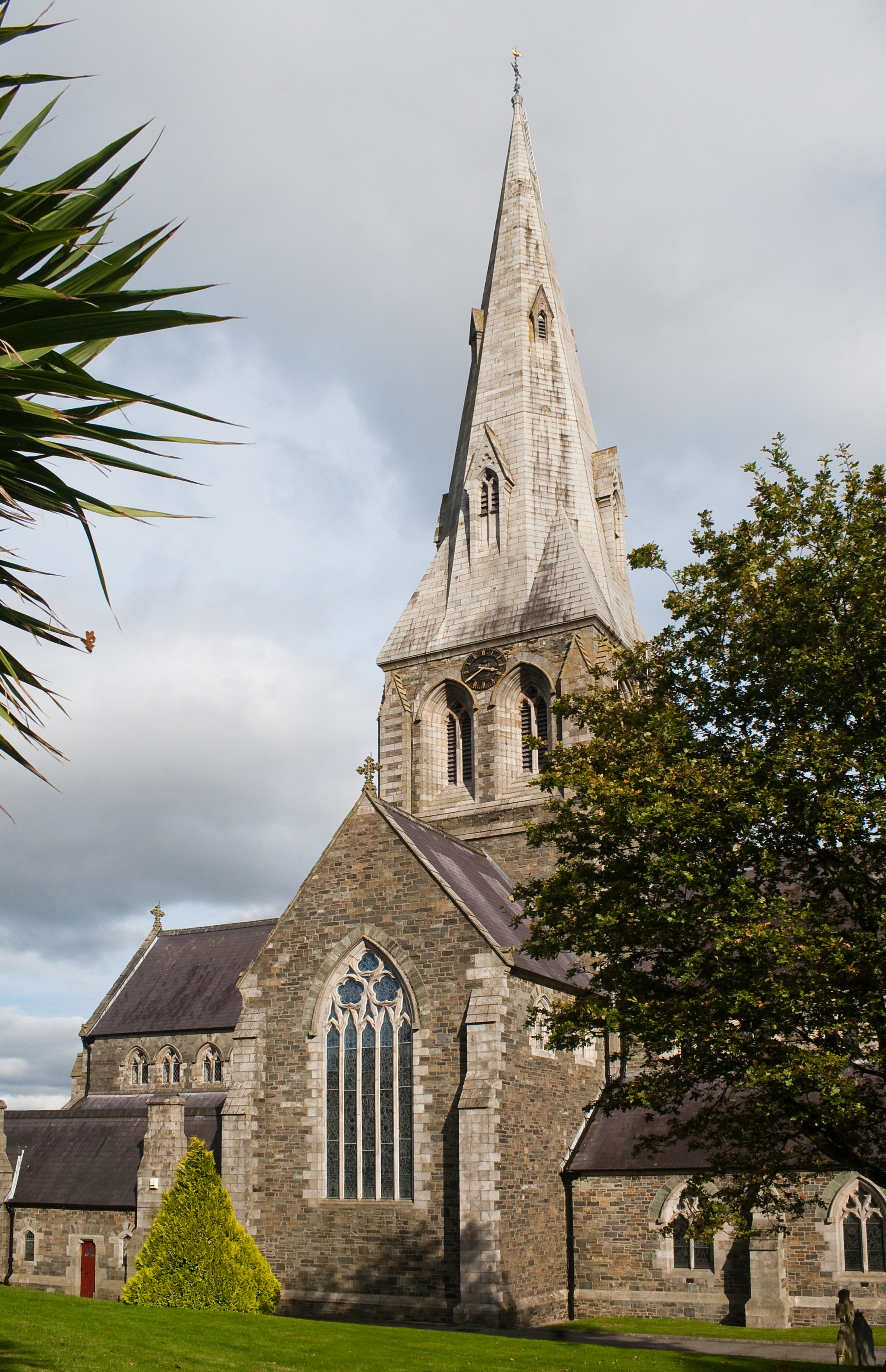
La cathédrale Saint-Aidan d'Enniscorthy.

On lui attribue de grandes austérités, dont un jeûne de pain d'orge et d'eau pendant sept ans, ainsi que la récitation quotidienne de 500 psaumes. Il avait beaucoup de tendresse pour les animaux et on dit de lui qu'il a rendu un grand cerf invisible pour lui permettre d’échapper à une meute de chiens.
Sa mémoire est célébrée le 31 janvier.

## Notoriété
La cathédrale anglicane de Ferns, construite au XIIIe siècle lui est dédiée : c'est la cathédrale Saint-Aidan de Ferns. Il est également le saint patron du diocèse catholique de Ferns, dont la cathédrale est Saint-Aidan d'Enniscorthy. Beaucoup d'églises d’Irlande lui sont consacrées. Le musée national d'Irlande à Dublin conserve sa clochette et sa besace.  